# William Wallace Lincoln

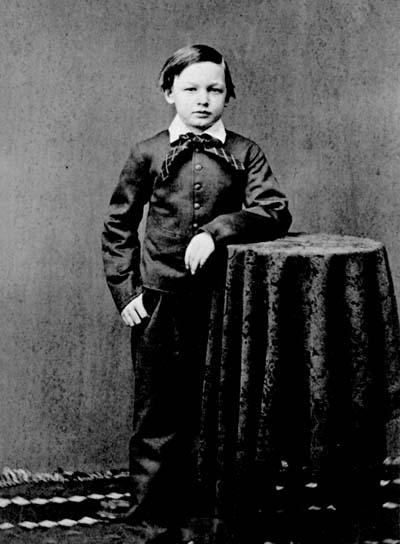
William Wallace Lincoln um 1860

William Wallace „Willie“ Lincoln (* 21. Dezember 1850 in Springfield, Illinois, USA; † 20. Februar 1862 in Washington, D.C., USA) war der dritte Sohn des amerikanischen Präsidenten Abraham Lincoln und seiner Ehefrau Mary Todd Lincoln. Er wurde nach Marys Schwager, Dr. William Smith Wallace, benannt. Im Februar 1862 verstarb er im Weißen Haus an Typhus, während der Amtszeit seines Vaters als Präsident der Vereinigten Staaten.

## Leben

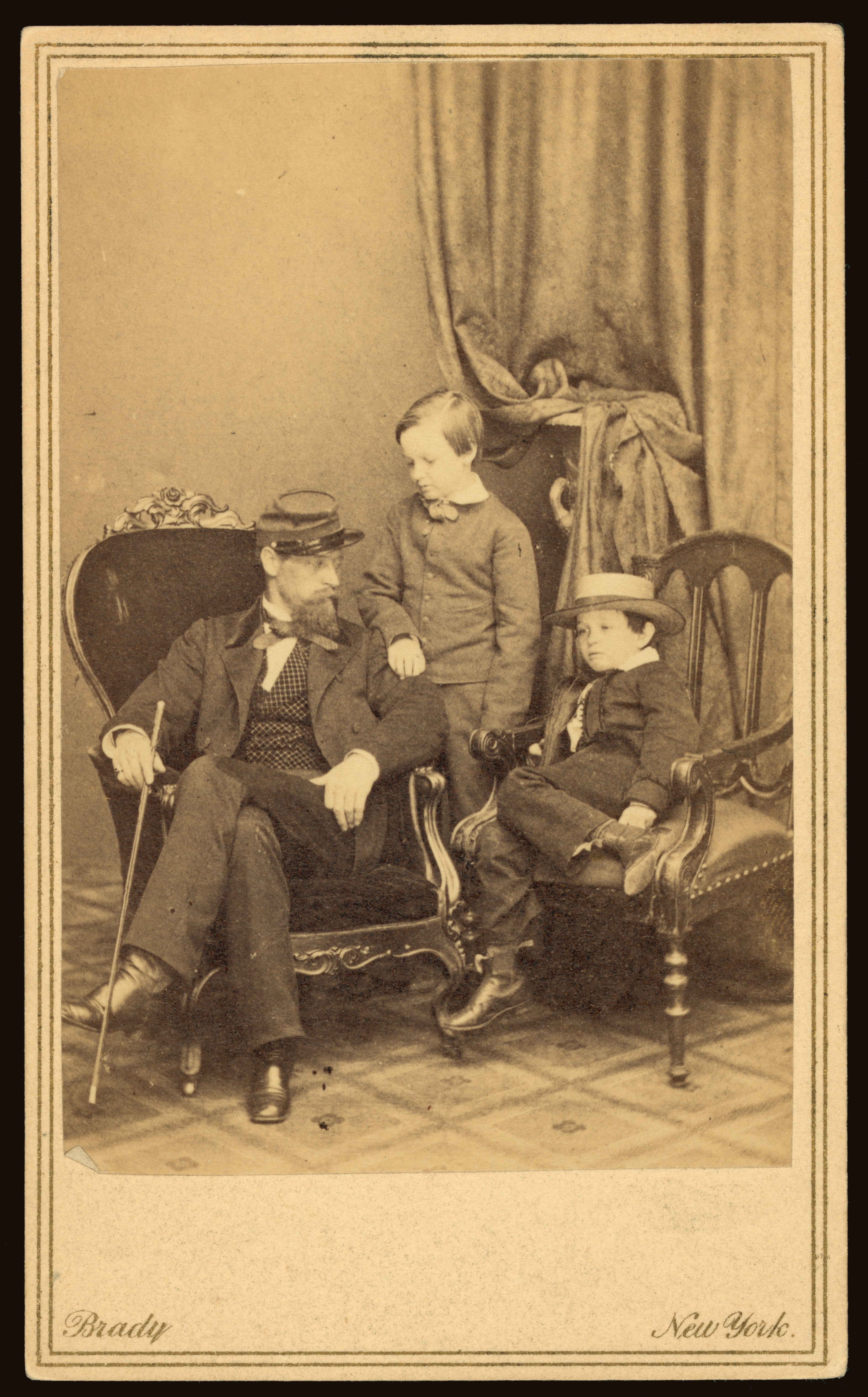
Willie und Tad mit Marys Cousin, Lockwood Todd, in Mathew Bradys Studio im Jahr 1861

Willie Lincoln wurde am 21. Dezember 1850 in Springfield, Illinois geboren, nur zehn Monate nach dem Tod seines älteren Bruders Eddie, der Anfang des Jahres im Alter von knapp vier Jahren an Tuberkulose verstarb.
Willie war zusammen mit seinem jüngeren Bruder Tad eines der bekanntesten Familienmitglieder von Abraham Lincoln. William Herndon, Lincolns Anwaltspartner, beschrieb, wie Lincoln die Jungen manchmal mit zur Arbeit nahm: „Die Jungs hatten eine Menge Spaß und waren vollkommen hemmungslos dabei. Auch wenn sie alle Bücher aus den Regalen nahmen, die Spitzen der Stifte abbrachen, Tintenfässer umwarfen, Gesetzesdokumente auf dem Boden verteilten oder Bleistifte in den Spucknapf warfen, beeinträchtigte dies niemals die Gelassenheit der guten Natur ihres Vaters.“
Obwohl Willie einen Hang zum Unfug hatte, zeigte er auch eine philosophische und nachdenkliche Seite, die ihn seinem Vater ähnelte. Wie sein Vater hatte er eine Vorliebe für das Schreiben und die Arbeit mit Worten. Als der Freund seines Vaters, Edward Baker, im Jahr 1861 im Gefecht bei Balls Bluff gefallen war, verfasste der zehnjährige Willie eine ergreifende Laudatio für ihn, die im National Republican veröffentlicht wurde. Ein anderes Mal, als sein Vater ihn im Jahr 1859 auf eine Geschäftsreise nach Chicago mitnahm, schrieb der aufmerksame Willie einen Brief an einen Freund zu Hause und beschrieb die Stadt sowie ihr Zimmer im Hotel mit den Worten: „Diese Stadt ist ein sehr schöner Ort. Mein Vater und ich sind neulich Abend in zwei Theater gegangen. Ich und mein Vater haben ein schönes kleines Zimmer für uns. Wir haben zwei kleine Krüge auf einem Waschtisch. Der kleinste für mich, der größte für den Vater. Wir haben zwei kleine Handtücher auf beiden Krügen. Der kleinste für mich, der größte für den Vater.“
Als Abraham Lincoln das Amt des Präsidenten der Vereinigten Staaten übernahm, zog die gesamte Familie ins Weiße Haus, einschließlich Willie und Tad. Um sicherzustellen, dass sie in ihrem neuen Zuhause nicht zu einsam waren, bat Mary die Frau von Horatio Nelson Taft, einem Anwalt, ihre Jungen, den 14-jährigen „Bud“ (Horatio Nelson Taft Jr., * 1847; † 1915) und die 12-jährige „Holly“ (Halsey Cook Taft, * 1849; † 1897), einzuladen, damit sie mit den Lincoln-Jungen spielen konnten. Die Jungen brachten ihre ältere Schwester Julia Taft mit, die 16 Jahre alt war und auf ihre Spiele aufpasste. In ihren späteren Memoiren erinnerte sich Julia an Willie als „den liebenswertesten Jungen, den ich je gekannt habe, intelligent, vernünftig, süß und sanftmütig“.

## Tod
Willie und Tad erkrankten Anfang 1862 schwer an dem damals als „biliöses Fieber“ bekannten Krankheit, höchstwahrscheinlich Typhus, das durch kontaminiertes Wasser im Weißen Haus verursacht wurde. Nach einigen Tagen begann sich Tad zu erholen, aber Willie schwächte sich allmählich ab. Abraham und Mary verbrachten viel Zeit an seinem Bett. Willie verstarb schließlich am 20. Februar.
Die gesamte Familie war tief betroffen. Abraham äußerte: „Mein armer Junge. Er war zu gut für diese Welt. Gott hat ihn nach Hause gerufen. Ich weiß, dass es ihm im Himmel viel besser geht, aber wir haben ihn so sehr geliebt. Es ist schwer, ihn sterben zu lassen!“ Nach der Beerdigung zog er sich in einen Raum zurück und weinte allein. Mary verbrachte drei Wochen im Bett und konnte nicht an Willies Beerdigung teilnehmen oder sich um Tad kümmern. Sie betrat nie wieder den Green Room, wo Willie aufgebahrt wurde, oder den Prince of Wales Room, wo er starb. Abraham fand Trost in der Pflege und im Trösten von Tad, der sich immer noch von seiner Krankheit erholte und um Willies Tod trauerte. Er vermisste auch die Gesellschaft von Bud und Holly, die Mary sich weigerte, im Weißen Haus zu erlauben, da sie sie zu sehr an Willie erinnerten.
Willie wurde ursprünglich auf dem Oak Hill Cemetery in Georgetown beerdigt. Nach der Ermordung von Abraham im Jahr 1865 wurde Willies Leichnam vorübergehend auf dem Oak Ridge Cemetery in Springfield, Illinois beigesetzt, bevor er schließlich 1871 in einem Staatsgrab neben Abraham und seinem Bruder Eddie beigesetzt wurde. Später wurden auch Tad und Mary in der Krypta des Lincoln-Grabs beigesetzt.